# Catonvielle
Catonvielle è un comune francese di 101 abitanti situato nel dipartimento del Gers nella regione dell'Occitania.

## Società

### Evoluzione demografica
Abitanti censiti